# Palazzo Loredan dell'Ambasciatore
Palazzo Loredan dell'Ambasciatore è un palazzo di Venezia, situato nel sestiere di Dorsoduro e affacciato sul Canal Grande, tra Palazzo Moro e Casa Mainella.

## Storia
I Loredan, ai quali il palazzo appartenne, furono una delle più illustri famiglie delle cosiddette "case nuove" che raggiunse nel 1501 la dignità dogale con Leonardo Loredan ed una seconda volta con Francesco nel 1572.
Nobile residenza della famiglia Loredan, il palazzo è del secondo Quattrocento. Il nome "dell'Ambasciatore" si deve al fatto che, durante il dogato di Francesco Loredan, la struttura fu messa a disposizione dell'ambasciata austriaca per 29 anni, a patto che l'ambasciatore pagasse anticipatamente la quota dell'affitto e che restaurasse a sue spese l'edificio. La proposta fu accettata e nel 1754 l'ambasciatore Filippo di Rosenberg Orsini si insediò nella dimora. A partire dal 1764, fu il conte Giacomo Durazzo, ambasciatore imperiale a Venezia (1764 - 1784), appartenente ad una storica famiglia genovese, ad insediarsi nel palazzo con la moglie Ernestine Aloisia Ungnad von Weissenwolff, nobile austriaca. Il ritratto della coppia, di Martin van Meytens, è conservato oggi al Metropolitan Museum of Art di New York.
Nel 1891 il palazzo fu distrutto in buona parte da un incendio, ma fu prontamente restaurato. Attualmente è dimora privata della famiglia Gaggia.

## Descrizione
L'edificio in stile gotico fu eretto probabilmente intorno al 1470 e si sviluppa anteriormente su tre piani, mentre dietro si innalza di uno, di epoca successiva.
Ciò che caratterizza questo palazzo o meglio la facciata (più che la sua dimensione molto vicina al quadrato) è il grande rigore architettonico.
Due i piani nobili con polifore sovrapposte. Si è superata la metà del XV secolo, anche se l'operazione architettonica è ancora chiaramente gotica ci si sta avviando verso una nuova epoca e l'idea generale che caratterizza l'insieme non è più quella di un tempo.
Il piano terra ha un bel portale ogivale e due livelli di monofore di piccole dimensioni. 
Il primo piano nobile si mostra con un'elegante loggia, composta da quadrifora a sesto acuto delimitata, delimitata da balaustre e colonnine con sopra, all'interno della cornice marmorea, dei fori, sul modello di Palazzo Ducale e della Ca' d'Oro; nobile presenta le stesse monofore, ma centralmente ripete solo la quadrifora, senza le decorazioni.lateralmente due monofore ogivali per parte, con al centro due bassorilievi figurativi con effigiato lo stemma dei Loredan. 
Il secondo piano
Caratteristica la soluzione delle due nicchie con paggio reggiscudo poste negli spazi liberi del muro che assieme alle due monofore formano gli ambienti laterali; su questi motivi architettonici e scultorei di nuova soluzione l'Arslan pone in evidenza l'intervento di artisti rinascimentali".

Particolari della facciata fotografati da Paolo Monti, 1969
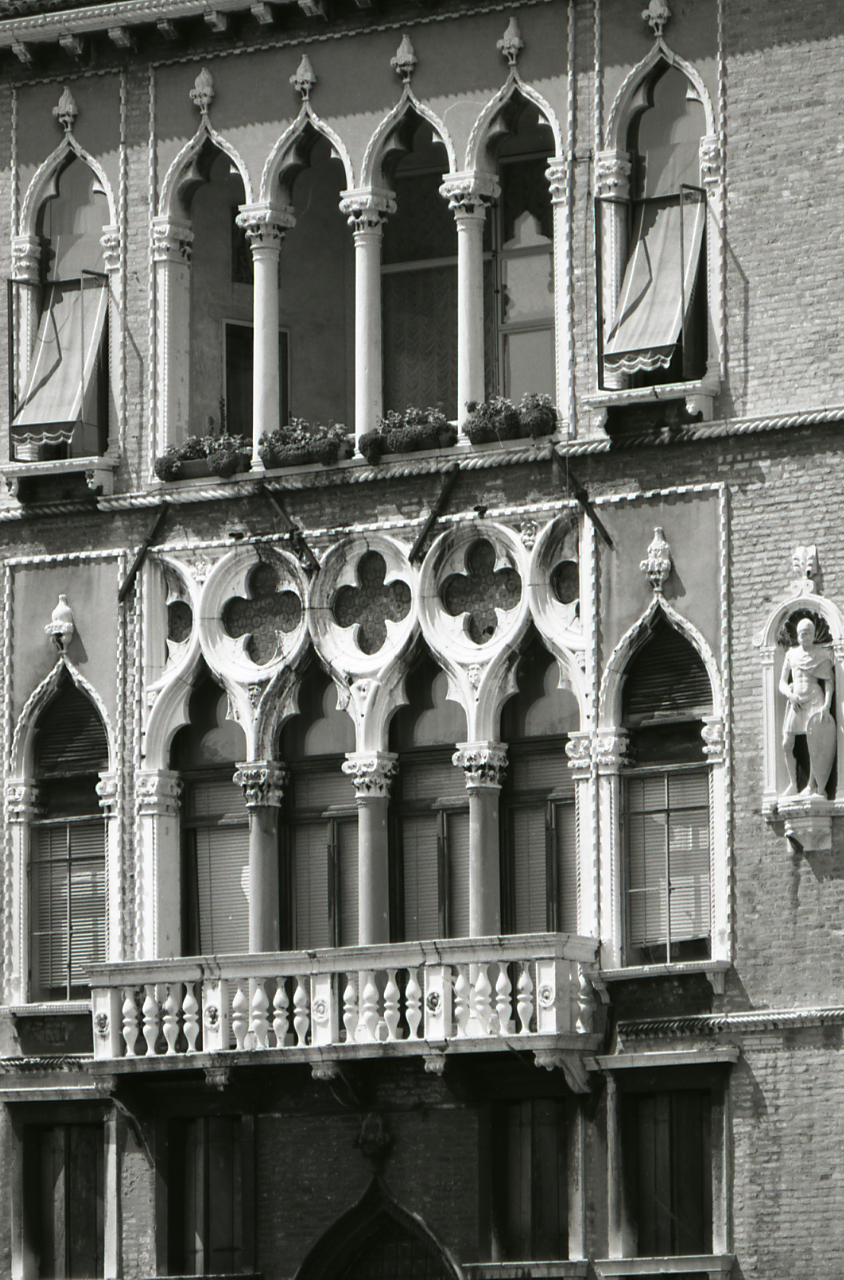
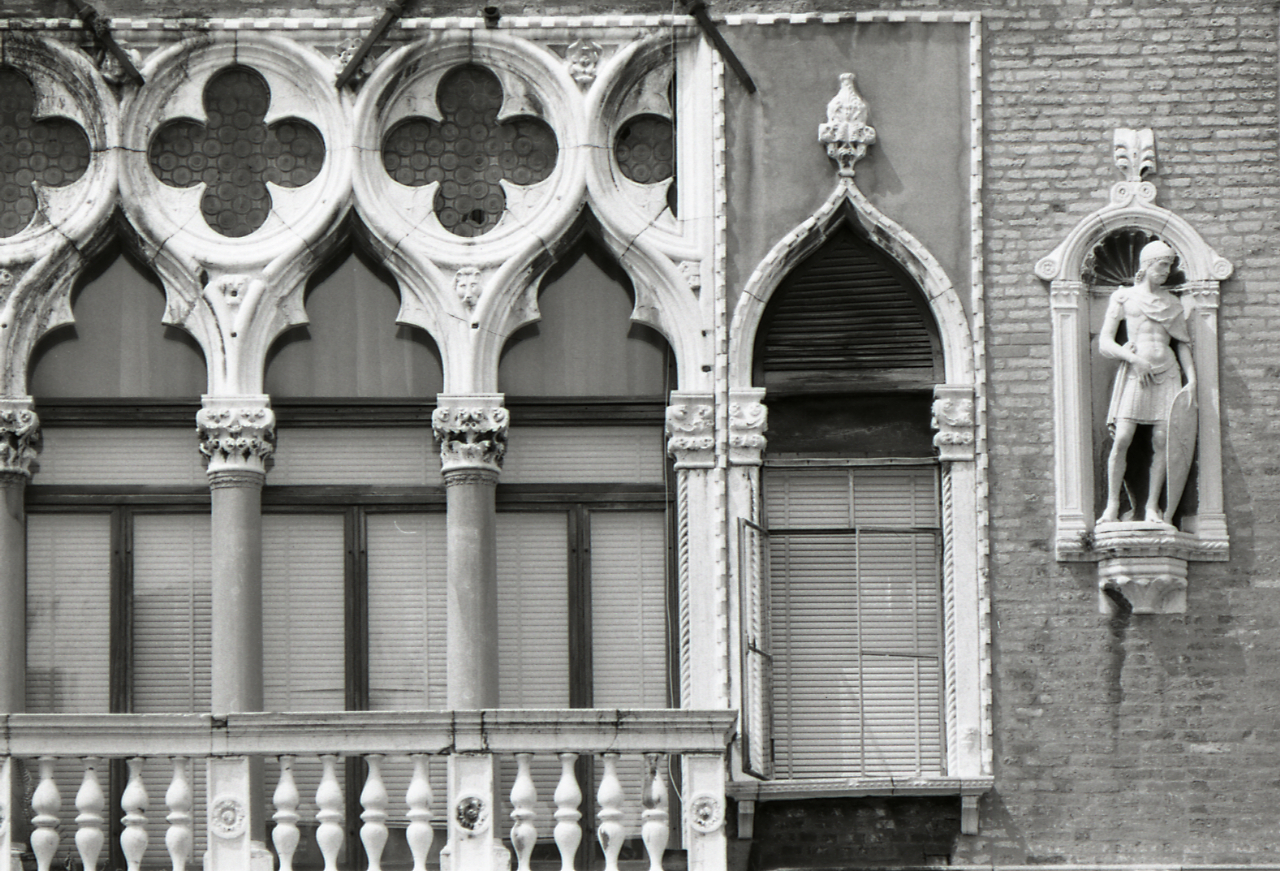